# フランツ・ランベルト

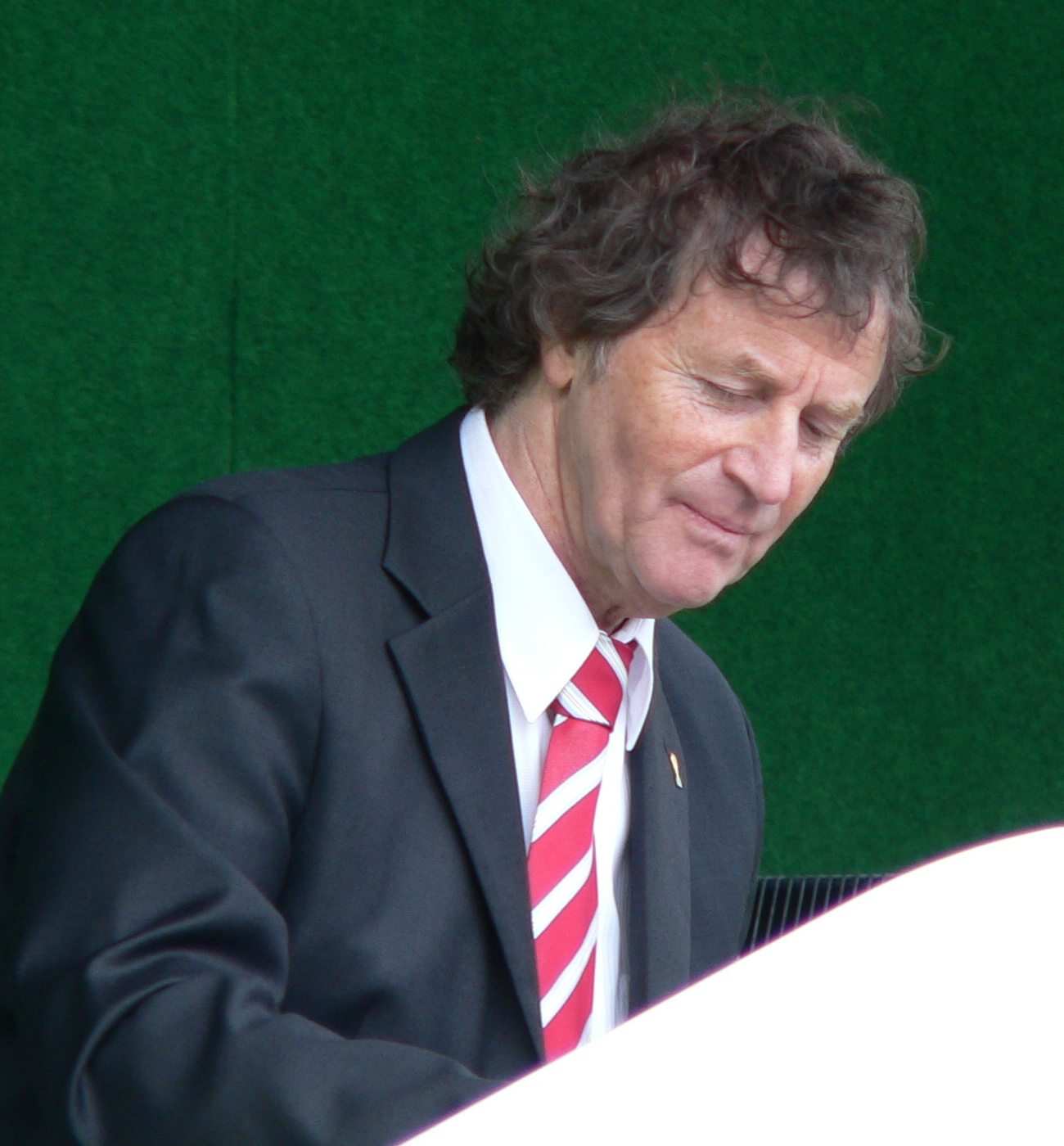
Franz Lambert

フランツ・ランベルト（Franz Lambert、1948年3月11日 - ）は、ドイツのヘッペンハイム生まれのドイツ人作曲家、オルガニスト。
作曲した曲の中では特にFIFA Anthemが有名である。FIFAが主催する試合で選手入場時にかかる音楽として知られている。初めて使用されたのは1994年ワールドカップである。